# Amtsgericht Salzgitter
Das Amtsgericht Salzgitter ist eines von neun Amtsgerichten im Landgerichtsbezirk Braunschweig. Es hat seinen Sitz in Salzgitter.
Das Amtsgericht hat insgesamt 78 Mitarbeiter, darunter zehn Richter und elf Rechtspfleger. Der Gerichtsbezirk des Amtsgerichts Salzgitter umfasst die kreisfreie Stadt Salzgitter sowie die Samtgemeinde Baddeckenstedt im Landkreis Wolfenbüttel. Das Amtsgericht Salzgitter hat somit etwa 116.000 Gerichtseingesessene. Übergeordnetes Gericht ist das Landgericht Braunschweig.

## Geschichte
Das heutige Amtsgericht entstand mit der Zusammenlegung der Amtsgerichte Salzgitter-Bad und Salzgitter-Salder im Jahr 1973. Der Vorgänger des Amtsgerichts Salzgitter-Bad war das Amtsgericht Liebenburg, das 1852 gegründet wurde und damals zum Königreich Hannover gehörte. Seit dem 1. Oktober 1959 heißt es Amtsgericht Salzgitter-Bad. Im braunschweigischen Salder wurde 1850 das Amtsgericht Salder gegründet, welches damals auch für Baddeckenstedt und Vechelde zuständig war.